# Ohljadiw
Ohljadiw (ukrainisch Оглядів; russisch Оглядов Ogljadow, polnisch Ohladów) ist ein Dorf im Norden der ukrainischen Oblast Lwiw mit etwa 947 Einwohnern.

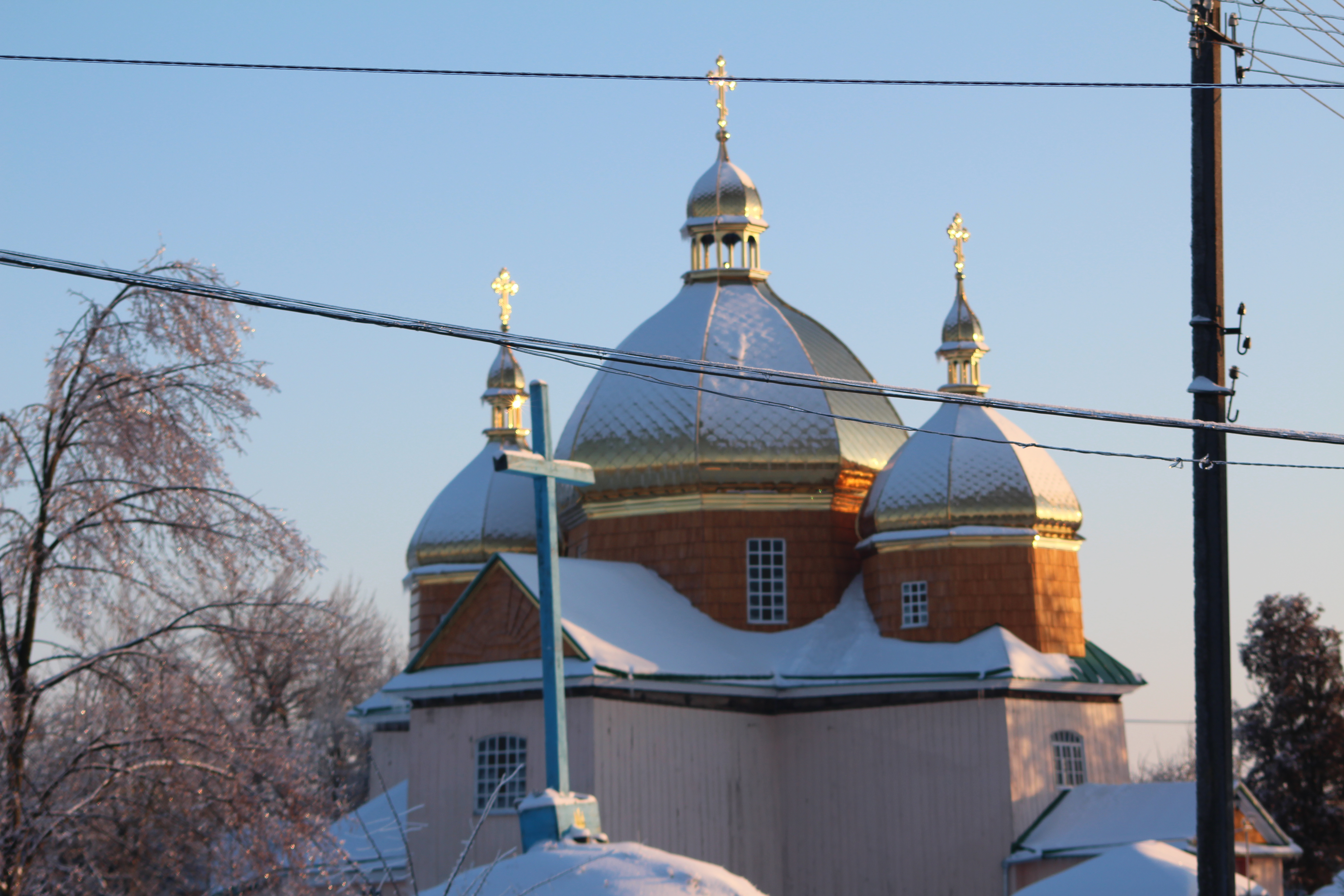
Kirche im Ort

## Geographie
Ohljadiw liegt im Rajon Tscherwonohrad 13 km südöstlich vom ehemaligen Rajonzentrum Radechiw und 87 km nordöstlich der Oblasthauptstadt Lwiw.
Am 12. Juni 2020 wurde das Dorf ein Teil der neu gegründeten Stadtgemeinde Radechiw im Rajon Tscherwonohrad, bis dahin war es das administrative Zentrum der gleichnamigen, 59,27 km² großen Landratsgemeinde im Rajon Radechiw, zu der noch die Dörfer Oplizko (Опліцько), Dubyny (Дубини), Huta-Skljana (Гута-Скляна), Monastyrok-Ohljadiwskyj (Монастирок-Оглядівський) gehörten.

## Geschichte
Das 1445 erstmals schriftlich erwähnte Dorf lag zunächst in der Woiwodschaft Bełz als Teil der Adelsrepublik Polen. Von 1772 bis 1918 gehörte er unter seinem polnischen Namen Ohladów zum österreichischen Galizien.
Nach dem Ende des Ersten Weltkrieges kam der Ort zu Polen (in die Woiwodschaft Tarnopol, Powiat Radziechów, Gmina Ohladów), wurde im Zweiten Weltkrieg ab September 1939 von der Sowjetunion und dann ab Sommer 1941 bis 1944 von Deutschland besetzt, hier wurde der Ort in den Distrikt Galizien eingegliedert.
Nach dem Ende des Krieges wurde der Ort der Sowjetunion zugeschlagen, dort kam das Dorf zur Ukrainischen SSR und ist seit 1991 ein Teil der heutigen Ukraine.

## Persönlichkeiten
- Roman Ofizynskyj (Роман Андрійович Офіцинський * 1969), ukrainischer Historiker
- Jurij Schuchewytsch (1933–2022), sowjetischer Dissident, ukrainischer Politiker und Sohn von Roman Schuchewytsch
- Osyp Turjanskyj (О́сип Васи́льович Туря́нський 1880–1933), ukrainischer Schriftsteller und Literaturkritiker